# Premierzy Gruzji

## Demokratyczna Republika Gruzji(1918-1921)
| Osoba | Osoba   | Osoba                      | Kadencja        | Kadencja        | Partia polityczna |
| #     | Portret | Imię i nazwisko            | Od              | Do              | Partia polityczna |
| ----- | ------- | -------------------------- | --------------- | --------------- | ----------------- |
| 1     |         | Noe Ramiszwili (1881–1930) | 26 maja 1918    | 24 czerwca 1918 | Mienszewicy       |
| 2     |         | Noe Żordania (1868–1953)   | 24 czerwca 1918 | 25 lutego 1921  | Mienszewicy       |

## Gruzińska Socjalistyczna Republika Radziecka (1921-1991)
| Osoba | Osoba   | Osoba                                 | Kadencja          | Kadencja          | Partia polityczna |
| #     | Portret | Imię i nazwisko                       | Od                | Do                | Partia polityczna |
| ----- | ------- | ------------------------------------- | ----------------- | ----------------- | ----------------- |
| 1     |         | Budu Mdiwani (1877–1937)              | 7 marca 1922      | kwiecień 1922     | RKP(b)            |
| 2     |         | Sergo Kawtaradze (1885–1971)          | kwiecień 1922     | styczeń 1923      | RKP(b)            |
| 3     |         | Szalwa Eliawa (1883–1937)             | styczeń 1923      | czerwiec 1927     | RKP(b)            |
| 4     |         | Ławrientij Kartweliszwili (1890–1938) | czerwiec 1927     | czerwiec 1929     | RKP(b)            |
| 5     |         | Filipe Macharadze (1868–1941)         | czerwiec 1929     | styczeń 1931      | RKP(b)            |
| 6     |         | Lewan Suchiszwili (1904–1937)         | styczeń 1931      | 22 września 1931  | RKP(b)            |
| 7     |         | German Mgalobliszwili (1884–1937)     | 22 września 1931  | czerwiec 1937     | RKP(b)            |
| 8     |         | Walerian Bakradze (1901–1971)         | 9 lipca 1937      | grudzień 1946     | RKP(b)            |
| 9     |         | Zakaria Czchubianiszwili (1903–?)     | grudzień 1946     | 6 kwietnia 1952   | WKP(b)            |
| 10    |         | Zakaria Kecchoweli (1902–1970)        | 6 kwietnia 1952   | 16 kwietnia 1953  | KPZR              |
| (8)   |         | Walerian Bakradze (1901–1971)         | 16 kwietnia 1953  | 20 września 1953  | KPZR              |
| 11    |         | Giwi Dżawachiszwili (1912–1985)       | 21 września 1953  | 17 grudnia 1975   | KPZR              |
| 12    |         | Zurab Pataridze (1928–1982)           | 17 grudnia 1975   | 5 czerwca 1985    | KPZR              |
| 13    |         | Dmitrij Kartweliszwili (1927–)        | 2 lipca 1982      | 12 kwietnia 1986  | KPZR              |
| 14    |         | Otar Czerkezija (1933–)               | 12 kwietnia 1986  | 29 marca 1989     | KPZR              |
| 15    |         | Zurab Czkcheidze (1930–)              | 29 marca 1989     | 14 kwietnia 1989  | KPZR              |
| 16    |         | Nodari Czitanawa (1935–)              | 14 kwietnia 1989  | 15 listopada 1990 | KPZR              |
| 17    |         | Tengiz Sigua (1934–2020)              | 15 listopada 1990 | 18 sierpnia 1991  | bezpartyjny       |

## Republika Gruzji (1991-)
| Osoba | Osoba                                        | Osoba   | Kadencja             | Kadencja             | Partia polityczna           |
| #     | Imię i nazwisko                              | Portret | Od                   | Do                   | Partia polityczna           |
| ----- | -------------------------------------------- | ------- | -------------------- | -------------------- | --------------------------- |
| —     | Murman Omanidze (1938–) (tymczasowo)         |         | 18 sierpnia 1991     | 23 sierpnia 1991     | bezpartyjny                 |
| 1     | Besarion Guguszwili (1945–)                  |         | 23 sierpnia 1991     | 6 stycznia 1992      | Okrągły Stół - Wolna Gruzja |
| 2     | Tengiz Sigua (1934–2020)                     |         | 6 stycznia 1992      | 6 sierpnia 1993      | bezpartyjny                 |
| —     | Eduard Szewardnadze (1928–2014) (tymczasowo) |         | 6 sierpnia 1993      | 20 sierpnia 1993     | bezpartyjny                 |
| 3     | Otar Pacacia (1929–)                         |         | 20 sierpnia 1993     | 5 października 1995  | bezpartyjny                 |
| —     | Bakur Gulua (1946–) (tymczasowo)             |         | 5 października 1995  | 8 grudnia 1995       | bezpartyjny                 |
| 4     | Niko Lekiszwili (1947–)                      |         | 8 grudnia 1995       | 26 lipca 1998        | Unia Obywatelska Gruzji     |
| 5     | Waża Lortkipanidze (1949–)                   |         | 31 lipca 1998        | 11 maja 2000         | Unia Obywatelska Gruzji     |
| 6     | Giorgi Arseniszwili (1942–2010)              |         | 11 maja 2000         | 21 grudnia 2001      | Unia Obywatelska Gruzji     |
| 7     | Awtandil Dżorbenadze (1951–2024)             |         | 21 grudnia 2001      | 27 listopada 2003    | Unia Obywatelska Gruzji     |
| 8     | Zurab Żwania (1963–2005)                     |         | 27 listopada 2003    | 3 lutego 2005        | Zjednoczony Ruch Narodowy   |
| —     | Micheil Saakaszwili (1967–) (tymczasowo)     |         | 3 lutego 2005        | 17 lutego 2005       | Zjednoczony Ruch Narodowy   |
| 9     | Zurab Nogaideli (1964–)                      |         | 17 lutego 2005       | 16 listopada 2007    | Zjednoczony Ruch Narodowy   |
| —     | Giorgi Baramidze (1968–) (tymczasowo)        |         | 16 listopada 2007    | 22 listopada 2007    | Zjednoczony Ruch Narodowy   |
| 10    | Lado Gurgenidze (1970–)                      |         | 22 listopada 2007    | 1 listopada 2008     | bezpartyjny                 |
| 11    | Grigol Mgalobliszwili (1973–)                |         | 1 listopada 2008     | 6 lutego 2009        | bezpartyjny                 |
| 12    | Nika Gilauri (1975–)                         |         | 6 lutego 2009        | 4 lipca 2012         | bezpartyjny                 |
| 13    | Iwane Merabiszwili (1968–)                   |         | 4 lipca 2012         | 25 października 2012 | Zjednoczony Ruch Narodowy   |
| 14    | Bidzina Iwaniszwili (1956–)                  |         | 25 października 2012 | 20 listopada 2013    | Gruzińskie Marzenie         |
| 15    | Irakli Garibaszwili (1982–)                  |         | 20 listopada 2013    | 30 grudnia 2015      | Gruzińskie Marzenie         |
| 16    | Giorgi Kwirikaszwili (1967–)                 |         | 30 grudnia 2015      | 20 czerwca 2018      | Gruzińskie Marzenie         |
| 17    | Mamuka Bachtadze (1982–)                     |         | 20 czerwca 2018      | 8 września 2019      | Gruzińskie Marzenie         |
| 18    | Giorgi Gacharia (1975–)                      |         | 8 września 2019      | 22 lutego 2021       | Gruzińskie Marzenie         |
| 19    | Irakli Garibaszwili (1982–)                  |         | 22 lutego 2021       | 29 stycznia 2024     | Gruzińskie Marzenie         |
| 20    | Irakli Kobachidze (1978–)                    |         | 8 lutego 2024        |                      | Gruzińskie Marzenie         |